# Salas Bajas (kommun)
Salas Bajas är en kommun i Spanien.   Den ligger i provinsen Provincia de Huesca och regionen Aragonien, i den nordöstra delen av landet, 400 km nordost om huvudstaden Madrid. Antalet invånare är 138.